# Anecdotă
O anecdotă este o povestire scurtă în care se narează un incident interesant sau amuzant, o scurtă poveste a unui eveniment curios. Altfel spus, anecdota este o scurtă povestire hazlie sau picantă, cu final neașteptat.
O anecdotă este întotdeauna bazată pe evenimente reale, pe un incident cu oameni reali, cu personaje în locuri reale.
În timp ce altele sunt pline de umor, anecdotele nu sunt glume, pentru că scopul lor principal nu este pur și simplu de a provoca râsul, dar exprimă un fapt mai general, ca nuvelă în sine, sau pentru a forma o anumită trăsătură de caracter sau are funcția de instituție, astfel încât să se lipească de esența sa. Monologuri scurte care încep cu "Un profesor cere elevilor săi ..." vor fi o glumă. Un monolog scurt care începe cu "Odată ce un profesor a cerut Carl Friedrich Gauss..." va fi o anecdotă. O anecdotă este astfel mai aproape de pilda povestirii, personajele himerice și figuri generice umane, dar se distinge de parabolă prin specificul său istoric.
O anecdotă nu este o metaforă, nici nu are morală, care apare atât in parabolă cât și în fabulă.